# 朝まるJUST
『朝まるJUST』（あさまるジャスト）は、千葉テレビ（チバテレビ→チバテレ）ほかで朝に1998年6月1日から2011年4月1日まで放送していた地域情報番組。ハイビジョン制作（地上デジタル放送のみ）、ステレオ放送。
開始当初は全編千葉ローカルであったが、2003年1月6日より番組の前半部分を、「首都圏トライアングル」（旧・首都圏ネット4）として、南関東の独立UHF放送局にネットを開始した（詳細後述）。

## 概要
7時まで（本編としては6:57:55まで）の30分の枠は、テレビ埼玉（テレ玉、TVS）、テレビ神奈川（tvk）に同時ネット、7:00以降は千葉テレビのみの放送であった。
6時31分頃より約15分おきに「JUST Information」のコーナーで、交通情報と天気予報を伝えていた。県内に成田国際空港があることから、同空港のフライト情報や世界の天気予報も伝えているのが特色。
目玉のコーナーとして番組開始当初から「朝まる川柳」があり、視聴者から電子メール・ファクシミリで川柳作品を募集している。毎日お題が変わっており、毎日優秀な作品1つに「JUST賞」が授与される。
なお、年末年始は休止された。

## 沿革

### 番組立ち上げの経緯
『朝まるJUST』開始以前、南関東の独立UHF局では千葉テレビとテレビ埼玉の放送開始が朝10時とかなり遅かった（東京MXテレビは『東京NEWS』を主軸に当初12時間ニュース中心の編成方針だったため、基本24時間放送を行っていた。またテレビ神奈川は東京MXテレビへのある種の対抗策から『saku saku morning call』を編成していたため、6:45放送開始であった）。
関東地方の独立UHF局は、一部局が日本テレビ系のネットワークNNSにオブザーバー加盟はしているとはいえ、原則的にキー局から番組ネットを受けるのは不可能であり、自社で調達する必要があった。千葉テレビは、テレビ神奈川などに比べ制作力が弱く、特に生番組はニュース以外ほとんどなかった。｢その悪い現状を何としてでも変えなければならない。｣という社運を賭け、「背水の陣」で開始されたのが、初の早朝生番組『朝まるJUST』である。
開始にあたっては番組フォーマットの検討が慎重に行われたため、当初1998年4月開始の予定だったものが3か月遅れの6月にずれ込んだ。そして千葉テレビの総力を挙げて番組宣伝活動も行われ、夕方の情報ワイドも後に「ゆうまるJUST」に改称されるほどとなった。また、歴代のキャスターが全員女性でほぼ同世代であるため、ニュースやJUST Informationなどを除いた番組中では、MC同士のガールズトークやユルい雰囲気が展開され、多くの千葉・神奈川・埼玉県民からお便りや朝まる川柳の投稿が送られるなど支持されていた。

### 隣接局とのネット開始へ（2003年1月 - ）
2003年1月6日から、番組前半の6:00 - 6:30（当時）の部分のみ東京MXテレビ、テレビ埼玉でのネットが開始された。テレビ神奈川でははじめネットしていなかったが、のちに曜日限定で開始した（現在は全曜日放送）。当初はCMなどは各局ごとに差し替えられたものの、2003年4月から正式に首都圏ネット4（現・首都圏トライアングル）として、CMを含めそのまま放送されるようになった。
東京MXテレビへのネットは2006年3月をもって打ち切られたが、以後「首都圏トライアングル」としてテレビ神奈川、テレビ埼玉へのネットは継続している。
ハイビジョン制作を千葉テレビのデジタル放送開始前より行っている。千葉テレビは2006年4月3日より、テレビ神奈川とテレビ埼玉は2006年11月13日より、HD画質（画面比16:9）で放送している。以前放送されていた東京MXテレビを含め、ネット局でのハイビジョン放送が遅れたのは、NTT中継回線がアナログ方式のためである。それまではSD画質（画面比4:3）で行われた。

### 番組の終了
当番組は12年10ヶ月にわたり千葉テレビを代表する番組として放送してきたが、2011年4月1日をもって終了。翌週4月4日からは、当番組をリニューアルした新しい情報番組『ハピはぴ・モーニング〜ハピモ〜』を放送。MCは月・火曜→火・水曜が未莉、水曜→月曜が千葉テレビアナウンサー2名（谷岡恵里子、笠井さやか→笠井さやか、石田浩子）が週替わりで出演、木・金曜が知念沙也樺が担当。この番組も当番組同様首都圏トライアングル同時ネットされるが、同時ネット時間は7:00-7:30に変更され、6:30-7:00及び7:30-8:00は千葉テレビのみの放送となる。
放送最終週の「朝まる川柳」には各曜日のMCの名前に関したお題が設定され、番組最終日の4月1日には歴代司会者の宮崎留実からの投稿もあった。エンディングでは各曜日のMCはともに挨拶を行い、月～水曜日担当の佐々と南波は水曜日に、木・金曜日担当の河村と佐々木には金曜日に番組スタッフから花束が送られた。また、佐々木は担当最終日には涙を見せた。
木・金曜担当の河村は、金曜夕方に放送される『CLOCK15』のキャスターとして出演し、引き続き千葉テレビの生放送番組を担当。2011年4月1日は『朝まる』最終回と『CLOCK15』初回の両出演となり、『CLOCK15』には番組宣伝で『ハピモ』の未莉と知念が出演して共演した。

## 放送時間
| 期間       | 期間       | 放送時間（日本時間）                   | 備考                                        |
| ---------- | ---------- | -------------------------------------- | ------------------------------------------- |
| 1998.06.01 | 2002.12    | 月曜日 - 金曜日 06:30 - 08:30（120分） |                                             |
| 2003.01.06 | 2004.03    | 月曜日 - 金曜日 06:00 - 08:00（120分） | テレビ埼玉･テレビ神奈川は前半30分のみの放送 |
| 2004.04    | 2011.04.01 | 月曜日 - 金曜日 06:30 - 08:00（090分） | テレビ埼玉･テレビ神奈川は前半30分のみの放送 |

## 出演者一覧

### 番組末期の出演者

#### キャスター
- 月～水:佐々麻梨江、南波糸江（2010年3月29日～2011年3月30日）
- 木・金:河村和奈（2009年10月7日～2011年4月1日[注 7]）、佐々木麻衣（2010年4月1日～2011年4月1日）

#### 交通情報担当
公式HPでは交通情報担当のプロフィールは未公開。3人とも地元千葉県内にある司会業の「ボイスコーポレーション」に所属するMCであり、千葉県警の女性警察官ではない。
- 永野恭子（番組立ち上げ時から終了まで担当[注 8]、『ハピモ』にも継続して出演）
- 松永亜希子（『ハピモ』にも継続して出演）
- 吉田亜紀

## タイムテーブル
なお、日によって時刻は若干前後する。2011年3月14日以降は、後述する特殊編成で内容変更が発生しているが、JUST Informationの時間等はほぼ同じである。
前半30分は千葉テレビ・テレビ埼玉・テレビ神奈川3局ネット
| 時刻 | 放送内容                                 | 詳細 |
| ---- | ---------------------------------------- | --- |
| 6:30 | オープニング～話題                       | 番組のオープニング映像のときに「首都圏トライアングル」のロゴ |
| 6:31 | JUST Information                         | 関東地方の天気（この時間のみ、鴨川シーワールドの映像をバックに伝える）、世界の天気 |
| 6:33 | 全国のニュース                           | フラッシュニュース形式で、VTRが表示される時としないときがあり、VTRは日本テレビもしくは共同通信社および時事通信社から提供されることがある（その際は画面に「NTV」と表示される）。なお、現在は共同通信社および時事通信社も映像取材を強化しており、こちらからの配信映像も使用される。                                                                       |
| 6:35 | 千葉県関連のニュース                     | 首都圏トライアングルがネットする生ワイドで、ローカルの話題を配信するのは「朝まる」だけであり、「ごごたま」「ハマランチョ」はローカル枠で放送している。また、この時の表示テロップも「CHIBA TELEVISION NEWS」になっている |
| 6:41 | 朝まる川柳                               | 昨日（月曜の場合は先週金曜）のJUST賞おさらい、今日のお題発表、川柳を2句程度紹介 |
| 6:44 | JUST Information                         | 千葉県警 交通管制センターに繋いでの交通情報（ここでは、首都圏広域の高速道路・首都高速道路の情報）、天気予報、フライトインフォメーション（成田空港発着便の遅れ・欠航情報）。首都圏の鉄道にダイヤ乱れがあれば、鉄道情報もあり。 |
| 6:48 | 12星座Ranking                            | 真央侑奈による占い、2009年10月1日スタート。2009年9月までは藤森緑による占い。この占いは、月・火曜の昼に千葉ローカルで放送されている『もうすぐお昼ですよ』でも使用されている。 |
| 6:51 | 日替りコーナー                           | |
| 6:55 | 朝まる川柳～埼玉・神奈川向けエンディング | ここで、「それでは、テレ玉・tvkでごらんの皆様とはここでお別れです。（南波・河村）」と降りコメント（放送局順は原稿に沿って行われるが、稀にキャスターの読み違いや原稿によって入れ替わることもある）。その後エンディング（年に数回曲が変わる）。「今日は何の日？～その日の誕生日（視聴者は黄色で表示）～翌日の朝まる川柳のお題～制作著作テロップ」を表示。 |
| 6:58 | 首都圏トライアングル終了                 | 千葉テレビではマスコットキャラクターのチュバのアニメーションがあり、テレビ埼玉とテレビ神奈川では「朝まるJUST END」と表示される簡単なアニメーション（千葉テレビで制作し各局に配信されたものを使用）がある。 |

ここからの後半60分は千葉テレビのみ
| 時刻     | 放送内容                                     | 詳細 |
| -------- | -------------------------------------------- | --- |
| 7:00     | JUST Information                             | 千葉県警 交通管制センターに繋いでの交通情報。鉄道情報。天気予報。 |
| 7:05頃   | NAAインフォメーション                        | 成田空港施設内のイベント・キャンペーン情報、世界の天気予報。現在は、「WORLD SKY GATE NARITA」の旗を持ちながら進行する。2010年7月までは、当時のキャンペーンである「POWER UP! NARITA」の旗とNAAのキャラクターである「クウタン」のぬいぐるみを持っていた。 |
| 7:07頃   | 日替りコーナー                               | 主に、ランキング形式のコーナー |
| 7:13頃   | 朝まる川柳                                   | 川柳を2句程度紹介 |
| 7:15     | JUST Information                             | 千葉県警 交通管制センターに繋いでの交通情報。天気予報。 |
| 7:18頃   | 日替りコーナー                               | |
| 7:28頃   | 朝まる川柳                                   | 川柳を2句程度紹介 |
| 7:30     | JUST Information                             | 千葉県警 交通管制センターに繋いでの交通情報。鉄道情報。天気予報。 |
| 7:35頃   | 千葉県インフォメーション、全国・県内ニュース | 千葉県インフォメーションは火・木曜のみ |
| 7:44頃   | 朝まる川柳                                   | 県内ニュースが多い場合は省略。 |
| 7:45過ぎ | 川柳受付終了のアナウンス                     | |
| 7:46     | JUST Information                             | 千葉県警 交通管制センターに繋いでの交通情報。交通情報終了後、MCと交通情報担当がフリートーク（後述） 天気予報（ここでは世界の天気を含む）。 |
| 7:50頃   | 12星座Ranking                                | |
| 7:53頃   | 朝まる川柳のJUST賞発表、エンディング。       | ここで、時間内に紹介できなかった川柳投稿者のペンネームを紹介する。「制作著作 チバテレ」のテロップと共に、「あしたも見てネ！」（金曜日は「来週も見てネ！」）のテロップが表示される。                                                                     |

## JUST Information
前述の概要にあるとおり、6:31頃より15分おきに行われるコーナーで、交通情報（道路・鉄道）、天気予報（千葉県内・関東・全国・世界）、フライトインフォメーション（6:45のみ）を伝える。

### 道路情報
6:31頃を除き全ての「JUST Information」で伝えられる。前述の永野・松永・吉田の3人から毎日誰か1人が担当するが、決まったローテーションはない（例えば、永野が1週間全て担当したこと等もある）。
6:45頃の道路情報は、テレビ埼玉・テレビ神奈川にネットされていることもあり、首都圏広域の高速道路及び首都高速道路の情報を伝える。東名高速道路は、静岡県内の渋滞・事故情報も報じられることがある（東名高速は静岡県内までがNEXCO中日本東京支社管内であり、広義の首都圏と位置づけられているため）。
7:00以降の道路情報は、千葉県内の一般道路（国道6号、国道14号、千葉県道180号松戸原木線等）、高速道路（京葉道路、東京湾アクアライン等）に限定したものとなる。7:00の道路情報では、週末にお祭りやマラソン大会等で交通規制がある場合その情報も伝えられる。
高速道路の図は、京葉道路・東関東自動車道（高谷JCT～佐倉IC）・首都高速湾岸線（新木場～高谷JCT）しかなく、東京湾アクアライン・千葉東金道路・館山自動車道・常磐自動車道で渋滞・事故・速度規制があれば字幕や口頭説明のみとなっている。2010年10月4日より若干リニューアルされ、毎日のように5km以上の渋滞が発生するインターチェンジ付近の管制カメラの映像が流れるようになった。
一般道路の図についても、千葉県北西部しかなく、南は国道127号の木更津南IC、東は国道51号の吉岡（きちおか）交差点（成田市）が限度である。
最後のJUST Informationとなる7:46頃の交通情報では、終了後に交通情報を伝えた担当者とスタジオとで、当日の朝まる川柳に関わるフリートークが展開する。例えば、「○○さーん、今日の川柳のお題は□□ですが、○○さんにとって□□と言えば？」等とMCが振り、交通情報担当がお題に沿ったトークをする。交通情報担当者が他のコーナーのトークに参加するのは、ラジオの交通情報でも例は皆無に等しく（ただし「鶴光の噂のゴールデンアワー」のような例外もあり千葉担当が積極的に発言していた）、珍しいと言える。

### 鉄道情報
基本的に7:00と7:30のみに放送。但し、運休・ダイヤ乱れがあるときは全ての時間帯で放送される。
6:31及び6:45は通常放送されないが、千葉県内に限らず、テレビ埼玉・テレビ神奈川の視聴者が利用する路線である京浜東北線や湘南新宿ライン等に運休・ダイヤ乱れがあれば放送される。
7:00以降の鉄道情報は、千葉県内の東日本旅客鉄道（JR東日本）（総武線、内房線、外房線等）、私鉄（京成線、新京成線、東武野田線等）、東京湾フェリーの情報に限定したものとなる。短距離である芝山鉄道や流鉄流山線を含め、殆どの千葉県内鉄道を網羅している。何かしらの遅延・運休があればその情報を表示し、千葉県内全線平常どおりなら、1枚の画面に千葉県内の鉄道（JR9路線、私鉄・第三セクター14路線、東京湾フェリー）のリストが表示される。その画面には、JR鹿島線、ディズニーリゾートライン、山万ユーカリが丘線が入っていないが、明確な理由は不明。

### スポンサー
JUST Informationでは、時間毎にスポンサーがつく形態をとっている。JUST Information開始時には「○○（会社名など）の提供でお送りする、JUST Informationです」、終了時には「この時間のJUST Informationは、○○の提供でお送りしました」とキャスターが直接読み上げる。
下記表は番組終了時点のものである。
| 時刻 | スポンサー   | 備考                                                       |
| ---- | ------------ | ---------------------------------------------------------- |
| 6:31 | なし         | ※関東地方の天気予報は鴨川シーワールド、世界の天気予報はNAA |
| 6:45 | 成田山新勝寺 |                                                            |
| 7:00 | なし         | ※かつてはコカ・コーラ、UR都市機構だったこともある          |
| 7:15 | 太田胃散     | ※かつてはコカ・コーラだったこともある                      |
| 7:30 | 千葉日報     |                                                            |
| 7:45 | なし         | ※世界の天気予報はNAA                                       |

## 日替わりコーナー
◎は、後番組の『ハピモ』でも引き続き放送されたコーナー

### 番組終了時のコーナー
2011年3月14日以降は、後述する特殊編成で内容変更が発生している為、下記は2011年3月11日まで毎週放送されていたコーナーを示している。

## ネット局
| 放送対象地域 | 放送局                                                    | 系列   | 放送曜日・時間        | 放送時期       | 備考                                                     |
| ------------ | --------------------------------------------------------- | ------ | --------------------- | -------------- | -------------------------------------------------------- |
| 千葉県       | 千葉テレビ （チバテレビ→チバテレ、 CTC） 朝まるJUST制作局 | 独立局 | 平日 6:30 - 8:00      | 1998年6月1日 - | 一時期は6:00 - 8:00放送。                                |
| 神奈川県     | テレビ神奈川（tvk）                                       | 独立局 | 平日 平日 6:30 - 7:00 | 2003年1月6日 - | 開始当初は6:00 - 6:30放送。                              |
| 埼玉県       | テレビ埼玉 （テレ玉、TVS）                                | 独立局 | 平日 平日 6:30 - 7:00 | 2003年1月6日 - | 開始当初は6:00 - 6:30放送。 高校野球中継期間は放送休止。 |

| 放送対象地域 | 放送局         | 系列   | 放送曜日・時間   | 放送時期                     | 備考                        |
| ------------ | -------------- | ------ | ---------------- | ---------------------------- | --------------------------- |
| 東京都       | TOKYO MX（MX） | 独立局 | 平日 6:30 - 7:00 | 2003年1月6日 - 2006年3月31日 | 開始当初は6:00 - 6:30放送。 |

## 備考など
- 2010年3月29日の月・火・水曜の新キャスター登場と共に、アナログ放送にてレターボックス放送実施。
- また、上記の変更と同時にテロップ類も一部リニューアルとなり、ニュースコーナーのグラフィックにアニメーションが加えられた。
- 他の首都圏トライアングル同時放送番組（ハマランチョ、ごごたま）は、例年高校野球県予選期間（概ね7月）は中継時間帯と被る為、番組自体休止（雨天中止・予備日も代替番組を放送）となるが、朝まるだけは通常通り放送する。但し当該期間中テレ玉にはネットしないため、6:56頃の挨拶では「それではtvkでご覧の皆様とはお別れです」と変わり、「テレ玉」が省略される。
- 2011年3月14日から3月18日までは、3月11日に発生した平成23年（2011年）東北地方太平洋沖地震の影響で、地震のニュースや計画停電に関する情報を伝える内容に変更され、事実上の報道特別番組となっていた。通常コーナーでは「JUST Information」及び「朝まるマルシェ」に出演する青果市場担当への電話（14日）が放送されている程度で、「朝まる川柳」は中止[注 17]、番組オープニングタイトル省略、CM前や「JUST Information」中の音楽の取り止めなどといった特殊編成である。キャスターや交通情報担当が、朝まる終了後の報道特別番組にも出演していた。
  - 3月21日放送より、地震や計画停電に関するニュースを加えつつも、「朝まる川柳」や「12星座Ranking」等の通常コーナーが再開している。オープニングタイトルや音楽も通常に戻っている。
  - このため、3月14日以降は、テレビ神奈川とテレビ埼玉はネットを休止。テレビ神奈川は地震や計画停電情報中心の報道特別番組に差し替えられた。ただし、日によっては休止されているにもかかわらず7時前の首都圏トライアングル向け(「それでは、テレ玉・tvkのみなさまは…」)の挨拶を行ったことがあった。テレビ埼玉は22日、テレビ神奈川は23日よりネット再開。